# Caupolicana ocellata
Caupolicana ocellata is een vliesvleugelig insect uit de familie Colletidae. De wetenschappelijke naam van de soort is voor het eerst geldig gepubliceerd in 1966 door Michener.